# 利瓦尼市鎮
利瓦尼市鎮是拉脫維亞的市镇，位於該國西部，行政中心为利瓦尼。市镇面積为622.56平方公里，人口数量为10,636人（2021年）。
利瓦尼市鎮设立于1999年。2009年有三个行政堂区并入利瓦尼市鎮。